# De fyra apostlarna
De fyra apostlarna (tyska: Die vier Apostel) är en diptyk av den tyske renässanskonstnären Albrecht Dürer. De två oljemålningarna färdigställdes 1526 och tillhör därmed de sista Dürer målade innan han avled 1528. 
Målningarna porträtterar Johannes och Petrus (den vänstra bilden) samt Markus och Paulus (högra bilden). Titeln är inte helt korrekt eftersom evangelisten Markus faktiskt inte var en av Jesu tolv apostlar (ej heller Paulus var ursprunglig lärjunge). Tavlorna tillhör de större Dürer utförde – var och en är 212 cm hög och 76 cm bred – och porträtten som tar upp större delen av bilden är därmed i övernaturlig storlek. Apostlarna avtecknar sig psykologiskt karakteriserade och utformade med skulptural kraft mot en svart fond. De identifieras på sina attribut: öppen bok (Johannes), nycklar (Petrus), skriftrulle (Markus) och svärd och igenslagen bok (Paulus). De fyra gestalterna förkroppsligar också de fyra temperamenten: sangvinisk (Johannes), flegmatisk (Petrus), kolerisk (Markus) och melankolisk (Paulus). 
Dürer föddes i Nürnberg där han var bosatt större delen av sitt liv med undantag för gesällvandring och ett antal resor till bland annat Italien och Nederländerna. De fyra apostlarna tillkom i Nürnberg och donerades till staden. Efter påtryckningar från kurfurst Maximilian I av Bayern tvingades staden att överlämna tavlorna 1627. Nürnbergs stadsfullmäktige försökte förhindra överlämnandet genom att påpeka att de lutherska bibelcitaten som protestanten Dürer skrivit på tyska längst ner på respektive målning riskerade väcka anstöt i det katolska München. Kurfursten löste detta genom att sonika såga av den nedre delen med citaten och skicka dessa tillbaka till Nürnberg. Det var inte förrän 1922 som inskriptionerna återförenandes med bilderna. Trots flera försök från Nürnbergs stadsfullmäktige att återfå tavlorna har de blivit kvar i München där de är utställda på Alte Pinakothek. 